# Andrzej Zyguła
Andrzej Arkadiusz Zyguła (ur. 27 lipca 1959 w Warszawie) – polski ekonomista i samorządowiec, prezydent Otwocka (1994–1998).

## Życiorys
Ukończył studia w Wydziale Ekonomicznym Wyższej Szkoły Inżynierskiej w Radomiu. Pracował kolejno w Urzędzie Dzielnicy Żoliborz, Ministerstwie Handlu Zagranicznego i Warszawskiej Szkole Zarządzania. W latach 90. pełnił obowiązki dyrektora Miejskiego Zakładu Oczyszczania w Otwocku. W 1994 uzyskał mandat radnego Rady Miasta Otwocka z ramienia Demokratycznego Bloku Wyborczego (UW-SD-BBWR) i został wybrany na prezydenta tego miasta. Funkcję tę pełnił do 1998. Od 1998 do 2002 zasiadał w Radzie Miasta jako radny z ramienia Unii Wolności. W wyborach w 2002 bezskutecznie ubiegał się o reelekcję na urząd prezydenta. Jako przedstawiciel PO objął następnie stanowisko wiceburmistrza Żoliborza, następnie analogiczny urząd na Mokotowie. Później zatrudniony jako zastępca dyrektora Zakładu Gospodarowania Nieruchomościami w Dzielnicy Śródmieście m. st. Warszawy.
W 2006 został radnym powiatu otwockiego. Z mandatu zrezygnował jednak w 2009 po rozpoczęciu prowadzenia działalności gospodarczej w zakresie zarządzania nieruchomościami, w tym stanowiącymi mienie powiatu.